# Boeing 717
Boeing 717 je americký dvoumotorový proudový dopravní letoun s jednou uličkou mezi sedadly vyvinutý pro trh s letadly s kapacitou kolem 100 cestujících. Byl navržen společností McDonnell Douglas pod označením MD-95 jako třetí generace letounů vycházejících z DC-9. Po spojení firem McDonnell Douglas a Boeing Company v roce 1997 byl typ 8. ledna 1998 přeznačen na Boeing 717 a vyráběn divizí Boeing Commercial Airplanes.
V prosinci 2024 zůstávalo v provozu 99 letounů Boeing 717. Do roku 2025 nedošlo k žádné ztrátě letounu Boeing 717, nebo smrtelnému incidentu.

## Historie

### Vznik a vývoj

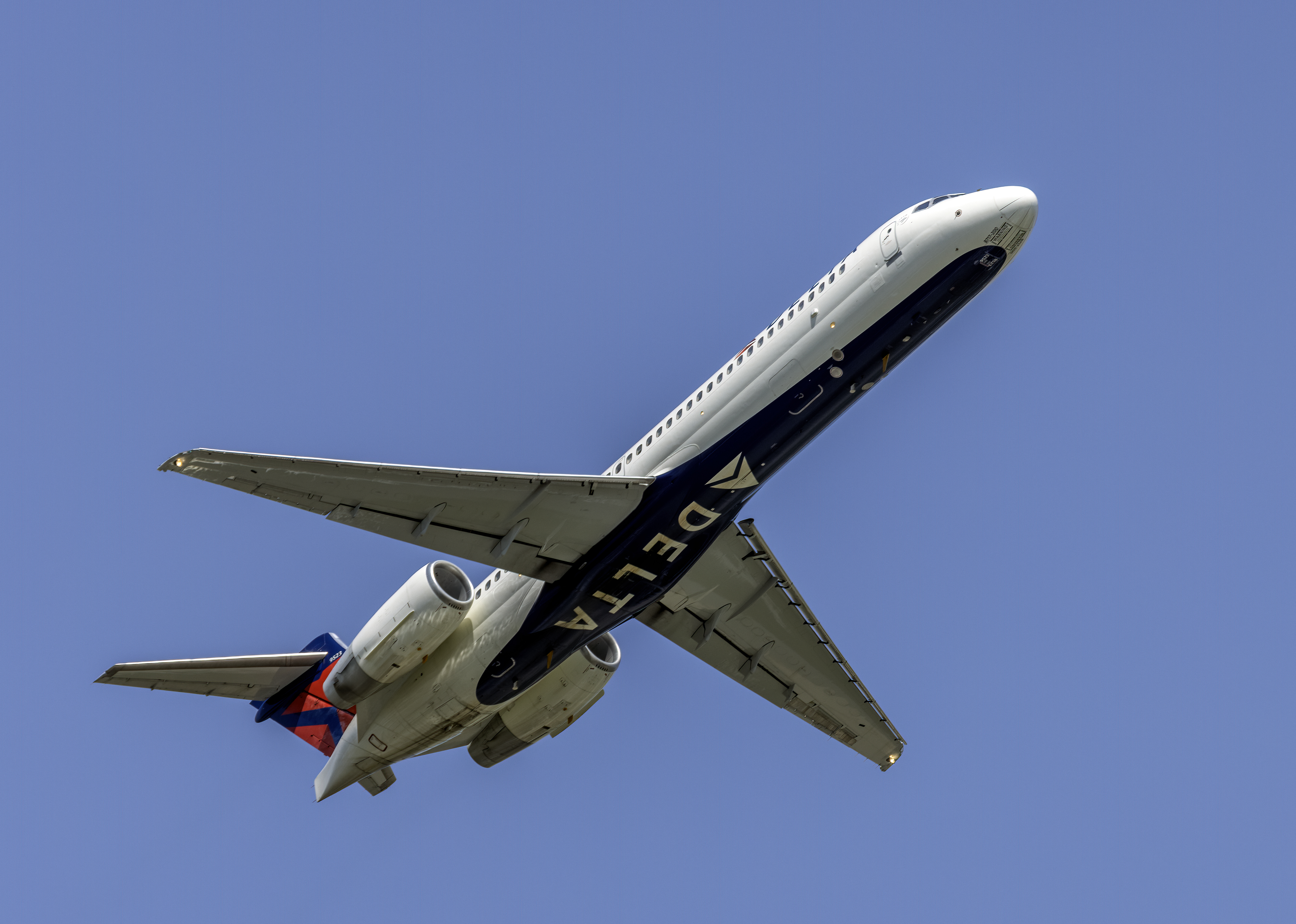
Boeing 717 společnosti Delta při vzletu

První prototyp B717-200 (výr. č. 55000/5001, N717XA) poprvé vzlétl 2. září 1998 v Long Beach s osádkou Ralph Luczak, Tom Melody a Will Gibbons. 26. října 1998 se do zkušebního programu zařadil druhý prototyp (výr. č. 55004/5005, N717XE), později dodaný letecké společnosti AirTran (N940AT).
První objednávka na nový letoun byla přijata v říjnu 1995 a do služby vstoupil 23. září 1999 dodáním prvního kusu americkému dopravci AirTran (výr. č. 55005/5006, N942AT). K úvodnímu nasazení B717-200 na pravidelné linky došlo 12. října 1999.
Druhým zákazníkem se stala leasingová společnost Bavaria, která dva stroje B717-2K9 (55056/5015, SX-BOA a 55053/5016, SX-BOB) pro 105 cestujících pronajala v prosinci 1999 řecké společnosti Olympic Aviation. Třetím odběratelem se v roce 2001 stal dopravce Hawaiian Airlines. 9. listopadu 2001 se prvním asijským odběratelem stala společnost Bangkok Air, která typ provozovala v pronájmu od leasingové společnosti Pembroke Capital Ltd.
Výroba skončila v květnu 2006 po dodání 156 strojů.

### Vyřazování z provozu

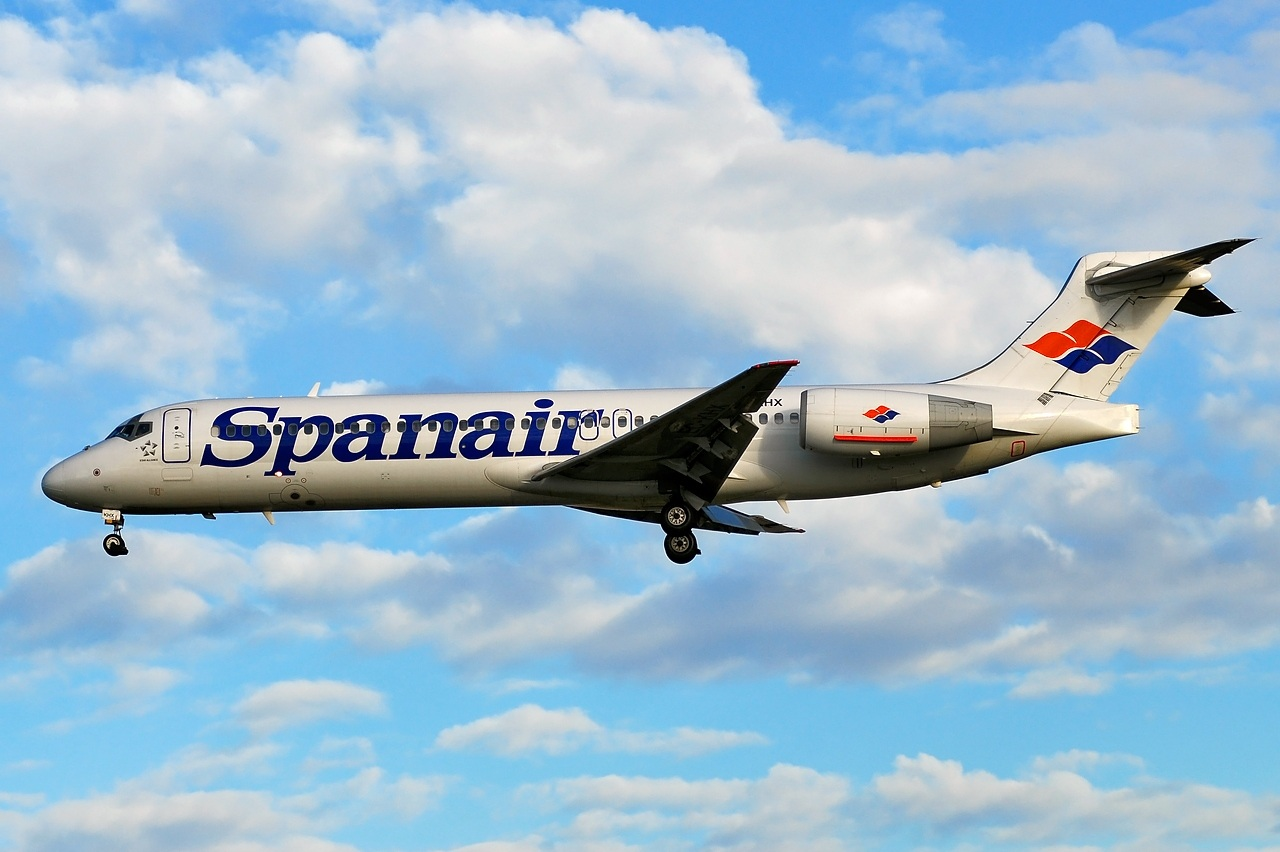
Boeing 717 společnosti Spanair

Poslední evropskou aerolinkou, která typ Boeing 717 provozovala, byla letecká společnost Volotea. Ta poslední let s tímto typem uskutečnila 10. ledna 2021. V roce 2021 je tento typ provozován už jen na ve dvou zemích – v Austrálii a USA. Největším provozovatelem je Delta Air Lines, která má 65 Boeingů 717, které plánuje vyřadit do roku 2025. V lednu 2021 dalších 20 letadel tohoto typu létá u QantasLink a 19 kusů u Hawaiian Airlines.

## Specifikace (Boeing 717-200)

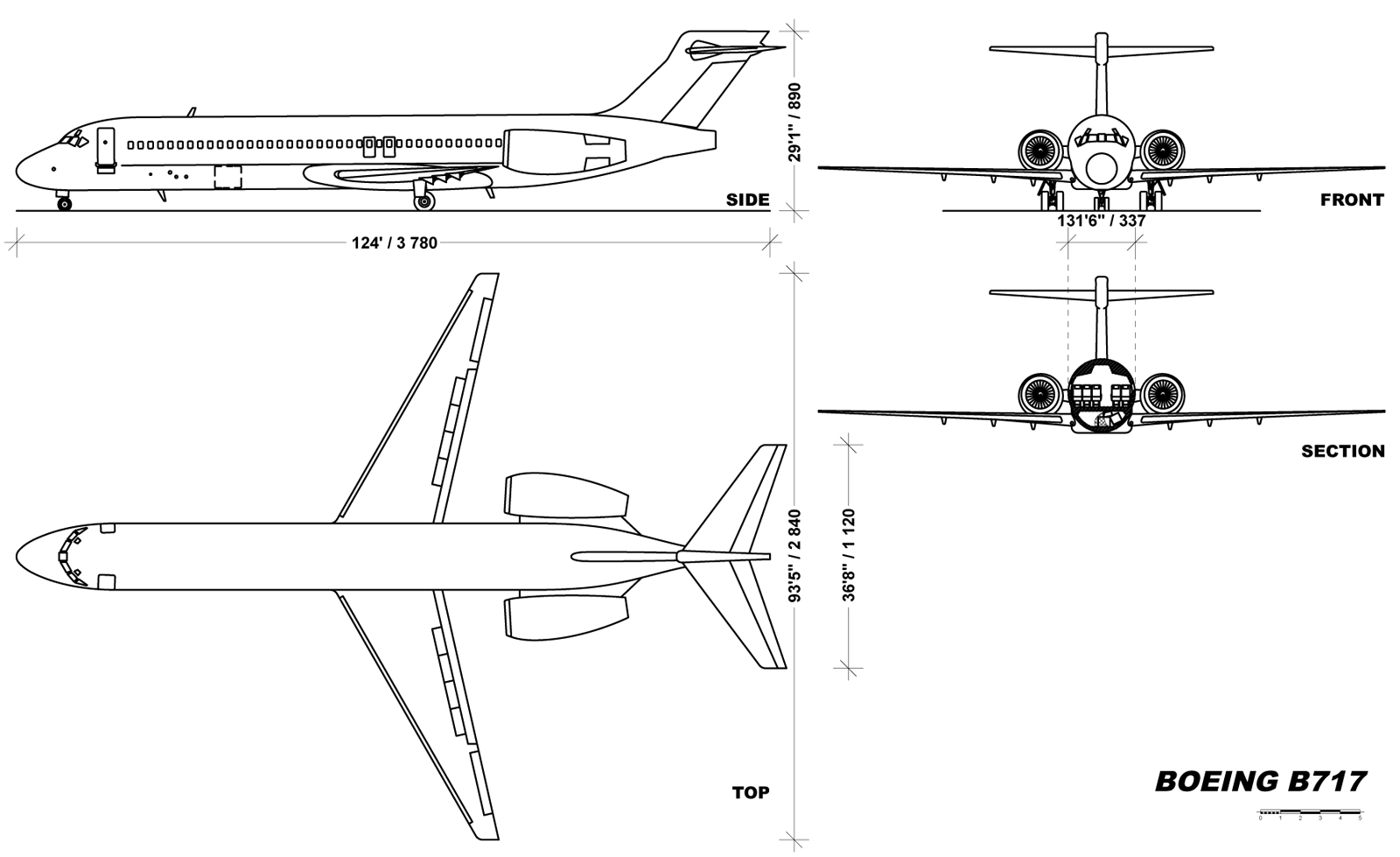
Třípohledový nákres

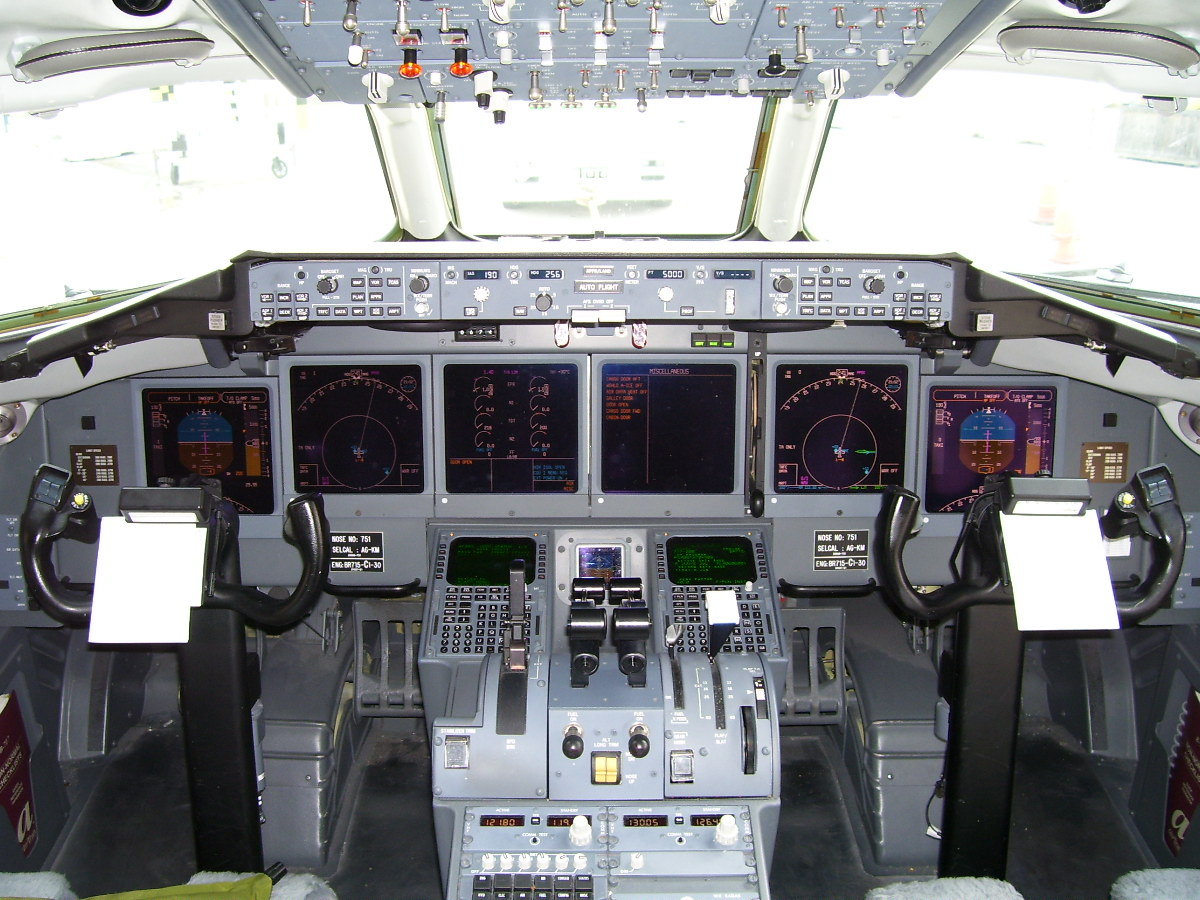
Kokpit letounu Boeing 717

Data podle: Boeing.com

### Technické údaje
- Posádka: 2 piloti + palubní personál
- Kapacita: 106 cestujících ve 2 třídách
- Délka: 37,81 m
- Rozpětí: 28,45 m
- Výška ocasní části: 8,92 m
- Průměr trupu (vnější): 3,342 m
- Průměr trupu (vnitřní): 3,145 m
- Nosná plocha: - m²
- Hmotnost prázdného stroje: 30 444 kg
- Maximální vzletová hmotnost: 49 845 kg
  - Basic Gross Weight 49 900 kg
  - High Gross Weight 54 900 kg
- Maximální kapacita paliva:
  - BGW 11 162 kg
  - HGW 13 381 kg
- Pohonná jednotka:
  - BGW 2× dvouproudový motor Rolls Royce BR715-A1-30
  - HGW 2× dvouproudový motor Rolls Royce BR715-C1-30
- Tah pohonné jednotky:
  - BR715-A1-3082,3 kN
  - BR715-C1-3093,4 kN

### Výkony
- Cestovní rychlost: 0,77 M (917 km/h ve 34 200 stopách)
- Dolet: 2 645 km
  - BGW 2 645 km
  - HGW 3 815 km
- Dostup: - m
- Stoupavost: - m/s

## Seznam uživatelů Boeingu 717
K červenci 2025 je aktivních 99 letadel.
- Delta: 80 letadel
- Hawaiian Airlines: 19 letadel